# Selección de fútbol sub-15 de Vanuatu
La selección de fútbol sub-15 de Vanuatu es el equipo representativo del país en las competiciones oficiales de dicha categoría. Su organización está a cargo de la Federación de Fútbol de Vanuatu, perteneciente a la OFC y a la FIFA.
Disputó su primer partido en la edición 2010 de los Juegos Olímpicos de la Juventud, a los que clasificó por invitación, ya que no existe en Oceanía un torneo sub-15.

## Estadísticas

### Juegos Olímpicos de la Juventud
| Año           | Ronda        | Posición | PJ | PG | PE | PP | GF | GC |
| ------------- | ------------ | -------- | -- | -- | -- | -- | -- | -- |
| Singapur 2010 | Quinto lugar | 5º       | 3  | 1  | 0  | 2  | 3  | 4  |
| Nankín 2014   | Sexto lugar  | 6º       | 3  | 0  | 0  | 3  | 1  | 21 |
| Total         | 2/2          |          | 6  | 1  | 0  | 5  | 4  | 25 |